# Demostrat (escriptor)
Demostrat (en llatí Demostratus, en grec antic Δημόστρατος), va ser un senador romà que va escriure un llibre sobre pesca (ἁλιευτικά) en 26 volums, un d'endevinació aquàtica (περὶ γῆς ἐνύδρου μανρτικῆς), i diversos treballs sobre temes connectats amb la història. Probablement era el mateix personatge esmentat per Plini el Vell a la seva Naturalis Historia i potser també un Demostrat d'Apamea que va escriure un llibre "sobre rius" (περὶ ποταμῶν, Peri Potamon) esmentat per Plutarc.